# Neosocijalizam
Neosocijalizam je ideologija koja predstavlja pokušaj francuskih socijalista Renodela i Markea da stvore oportunističku struju u socijalističkom pokretu, stvaranjem nekog oblika državnog socijalizma (kombinacija sa fašizmom). Sama reč „neosocijalizam“ je sastavljena od reči „neos“, što na grčkom jeziku znači „nov“, i socijalizam, od „socius“- drug.

## Literatura
- Richard Griffiths (oktobar 2005). „Fascism and the Planned Economy: "Neo-Socialism" and "Planisme" in France and Belgium in the 1930s”. Science and Society. 69 (4): 580–593. doi:10.1521/siso.2005.69.4.580.